# Расторопша
Расторопша (лат. Silybum) — род травянистых растений семейства Астровые (Asteraceae).

## Распространение и экология
Область происхождения лежит в Средиземноморье — Южная Европа, Северная Африка и Ближний Восток. В настоящее время вид Silybum marianum распространён по всему миру.

## Применение
Масло расторопши применяется в лечении и профилактике различных язвенных болезней.
Основным действующим веществом расторопши являются флавонолигнаны (силибинин, силикристин и силидианин) и флавоноид таксифолин, их выделяемая из растения смесь называется силимарином. Силимарин обладает гепатопротективным действием: он укрепляет мембрану клеток печени, усиливает синтез белков и фосфолипидов, стимулирует образование новых клеток печени.

## Классификация

### Таксономия[2]
Silybum Adans., 1763, Fam. Pl. 2: 116, 605
Род Расторопша относится к семейству Астровые (Asteraceae) порядка Астроцветные (Asterales). Кладограмма в соответствии с Системой APG IV по состоянию на июнь 2023 года:
|  |                                      |  |                                   |                                   |                    |  | ещё 10 семейств |                |                |                                                           |
|  |                                      |  |                                   |                                   |                    |  |                 |                |                | 2 подтвержденных вида и 3 ожидающих подтверждения таксона |
|  |                                      |  |                                   | порядок Астроцветные              |                    |  |                 |                | род Расторопша |                                                           |
|  |                                      |  |                                   | порядок Астроцветные              |                    |  |                 |                | род Расторопша |                                                           |
|  | отдел Цветковые, или Покрытосеменные |  |                                   |                                   | семейство Астровые |  |                 |                |                |                                                           |
|  | отдел Цветковые, или Покрытосеменные |  |                                   |                                   |                    |  |                 |                |                |                                                           |
|  |                                      |  | ещё 63 порядка цветковых растений | ещё 63 порядка цветковых растений |                    |  |                 | ещё 1787 родов | ещё 1787 родов |                                                           |
|  |                                      |  |                                   | ещё 63 порядка цветковых растений |                    |  |                 |                | ещё 1787 родов |                                                           |

## Виды
- Подтвержденные
  - Silybum eburneum  Coss. & Durieu 
  - Silybum marianum  (L.) Gaertn. — Расторопша пятнистая

- Ожидающие подтверждения
  - Silybum cernuum-latrus Ledeb. 
  - Silybum gonzaloi-latrus Cantó, Sánchez Mata & Rivas Mart. 
  - Silybum marianum subsp. anatolicum  Meriçli